# Plîska, Lanivți
Plîska (în ucraineană Плиска) este un sat în comuna Moskalivka din raionul Lanivți, regiunea Ternopil, Ucraina.

## Demografie
Componența lingvistică a localității Plîska
     Ucraineană (99,69%)
     Alte limbi (0,31%)
Conform recensământului din 2001, majoritatea populației localității Plîska era vorbitoare de ucraineană (99,69%), existând în minoritate și vorbitori de alte limbi.